# Nephodia pecalba
Nephodia pecalba är en fjärilsart som beskrevs av Paul Dognin 1893. Nephodia pecalba ingår i släktet Nephodia och familjen mätare. Inga underarter finns listade i Catalogue of Life.